# Franz Fritsch (Politiker)
Franz Fritsch (* 5. Dezember 1895 in Wien; † 28. Mai 1955) war ein österreichischer Politiker (SPÖ), Wiener Landtagsabgeordneter und Mitglied des Gemeinderats sowie Amtsführender Stadtrat. Fritsch war verheiratet und Vater einer Tochter. Er lebte in den 1950er Jahren im 3. Wiener Gemeindebezirk Landstraße. 
Fritsch war als Sohn eines Fleischhauermeisters geboren worden und erlernte das Gewerbe seines Vaters. Er trat 1913 den Freien Gewerkschaften und 1914 der Sozialdemokratischen Arbeiterpartei Österreichs bei. Fritsch leistete seinen Kriegsdienst während des Ersten Weltkriegs bei der Artillerie an der italienischen Front ab und übte nach dem Krieg seinen erlernten Beruf aus. Zudem engagierte er sich verstärkt in Gewerkschaft und Politik. Fritsch arbeitete bis 1931 als Fleischhauer und wurde 1931 Beamter der Arbeiterkrankenkasse. Nach dem Verbot der Sozialdemokratischen Partei 1934 und dem „Anschluss“ 1938 litt Fritsch wegen seiner politischen Gesinnung unter großen Schwierigkeiten. 1938 wurde Fritsch seiner Arbeitsstelle enthoben, wurde jedoch nach einigen Monaten auf Grund des Facharbeitermangels wieder in seiner alten Position eingesetzt.
Nach dem Ende des Zweiten Weltkriegs und der Befreiung Wiens wurde Fritsch im April 1945 als Vertreter der Revolutionären Sozialisten von der KPÖ für den Wiener Stadtsenat nominiert, da es der Partei zu diesem Zeitpunkt an geeigneten Fachleuten mangelte. Fritsch war bis November 1945 als Amtsführender Stadtrat für Ernährung tätig, musste dieses Amt aber infolge seines Übertritts zur SPÖ an den Kommunisten Ernst Fellinger abtreten. Nach den Landtags- und Gemeinderatswahlen am 25. November 1945 wurde Fritsch bis 1949 Gemeinderat und Abgeordneter zum Landtag, am 5. Dezember 1949 wurde er schließlich erneut als Amtsführender Stadtrat berufen und erhielt das Ressort Personalangelegenheiten, Verwaltungs- und Betriebsreform, bis er dieses Amt am 22. Oktober 1952 niederlegte. In den Jahren 1947 bis 1950 war er Vorstandsvorsitzender der Arbeiterbank.
Nach seinem Tod wurde Fritsch am Ottakringer Friedhof bestattet.